# Roza de Guchtenaere
Roza de Guchtenaere  (Ledeberg, 13 september 1875 - Gent, 8 april 1942) was een vrijzinnige, Vlaamse activiste. Beroepshalve was zij lerares.  Naast haar Vlaams engagement zette zij zich eveneens in voor de vrouwenemancipatie.  Zij was ook vegetariër en geheelonthoudster.
Als vrijzinnige was zij actief in het Willemsfonds. Zij was ook lid van de Gentse afdeling van het Algemeen Nederlands Verbond. In 1912 trad zij toe tot het hoofdbestuur waar zij de groep-België vertegenwoordigde. Tijdens de Eerste Wereldoorlog hield ze in het begin afstand van het activisme. Later veranderde die houding en voerde ze zelfs het woord op verschillende activistische meetings. Zij zegde haar betrekking in een Lakense school op, wanneer zij in december 1917 gevraagd werd om directrice te worden van een door de activisten gesteunde Rijksmiddelbare Normaalschool te Gent met het Nederlands als voertaal.  
Aan het einde van de oorlog vluchtte zij niet en op 17 november 1918 werd zij aangehouden. Op haar proces in april 1919 voor de Krijgsraad te Brussel nam zij geen afstand van haar daden en bleef zij het activisme verdedigen. Het vonnis luidde vijftien jaar dwangarbeid en verlies van burgerrechten. Ze ging niet in hoger beroep en was overigens de enige vrouwelijke politieke gevangene. Later zou ze nog opgeroepen worden om te getuigen op de processen van andere activisten zoals dr. August Borms en prof. Lodewijk Dosfel. Tijdens haar gevangenschap schreef ze een boekje, waarin zij onder meer pleit voor verplicht onderwijs voor meisjes en zich afzet tegen het feit dat vrouwen slechts in een beperkt aantal beroepen terechtkonden. Begin 1921 kon zij vervroegd vrijkomen op voorwaarde dat zij zich zou onthouden van politieke activiteiten, maar dat weigerde ze. Als in november 1921 de gevangenisstraffen van de meeste activisten herleid werden tot drie jaar kon ook zij onvoorwaardelijk in vrijheid gesteld worden. In december van dat jaar verliet ze met een wankele gezondheid de Nieuwe Wandeling-gevangenis te Gent. 
Ze nam na haar vrijlating haar Vlaams engagement terug op en sprak regelmatig op amnestiemeetings voor dr. August Borms en Jef Van Extergem. Ze werkte ook mee aan verscheidene publicaties, maar ze bleef eerder in de marge van de Vlaamse- en Groot-Nederlandse Beweging opereren. Ze gaf onder meer het tijdschrift De Dietsche Voorpost uit. De Guchtenaere ageerde tegelijkertijd tegen de verrechtsing van de Vlaamse Beweging in de jaren dertig. Zij wees het Verdinaso af en stond sceptisch tegenover het VNV, zodat op een bepaald moment het VNV zelfs een plakbrief uitgaf tegen haar, waarin ze van sympathie voor het 'goddeloze communisme' werd beschuldigd. De Dietsch Opvoedkundige Beweging van Bert van Boghout kon wel op haar goedkeuring en steun rekenen. Door een zwakke gezondheid speelde ze geen enkele politieke rol meer bij het begin van de Tweede Wereldoorlog. Zij overleed op 8 april 1942 te Gent.